# Campionati del mondo di atletica leggera indoor 2016 - Salto triplo maschile
Il salto triplo maschile ha visto la partecipazione di 16 atleti, tutti qualificati alla finale diretta. La gara si è tenuta il 19 marzo 2016.

## Risultati
La finale è partita alle 17:00.
| Pos | Athlete           | Nationality | #1    | #2    | #3    | #4    | #5    | #6    | Result | Notes |
| --- | ----------------- | ----------- | ----- | ----- | ----- | ----- | ----- | ----- | ------ | ----- |
| 1   | Dong Bin          | Cina        | 17.18 | 16.20 | 17.29 | 16.98 | 17.33 | x     | 17.33  |       |
| 2   | Max Heß           | Germania    | 16.25 | 16.37 | x     | 17.14 | x     | 17.14 | 17.14  | PB    |
| 3   | Benjamin Compaoré | Francia     | 16.77 | x     | 17.00 | –     | 17.04 | 17.09 | 17.09  | SB    |
| 4   | Nelson Évora      | Portogallo  | x     | 16.66 | 16.63 | 16.89 | 16.89 | x     | 16.89  | SB    |
| 5   | Omar Craddock     | Stati Uniti | 16.58 | 16.33 | –     | 16.52 | 16.87 |       | 16.87  |       |
| 6   | Tosin Oke         | Nigeria     | 16.73 | 16.65 | x     | x     | 16.64 |       | 16.73  | SB    |
| 7   | Pablo Torrijos    | Spagna      | 16.16 | 16.20 | 16.51 | 16.30 | 16.67 |       | 16.67  |       |
| 8   | Nazim Babayev     | Azerbaigian | x     | 16.36 | 16.07 | 16.43 | 16.41 |       | 16.43  |       |
| 9   | Harold Correa     | Francia     | 16.12 | 16.30 | x     |       |       |       | 16.30  |       |
| 10  | Marian Oprea      | Romania     | 16.05 | 15.98 | 16.27 |       |       |       | 16.27  |       |
| 11  | Chris Benard      | Stati Uniti | 16.14 | x     | 16.15 |       |       |       | 16.15  |       |
| 12  | Alphonso Jordan   | Stati Uniti | 16.11 | x     | 15.99 |       |       |       | 16.11  |       |
| 13  | Jonathan Drack    | Mauritius   | 16.04 | x     | 15.82 |       |       |       | 16.04  |       |
| 14  | Olu Olamigoke     | Nigeria     | 13.73 | 15.59 | 15.94 |       |       |       | 15.94  | SB    |
| 15  | Roman Valiyev     | Kazakistan  | x     | 15.54 | x     |       |       |       | 15.54  |       |
| 16  | Yordanys Durañona | Dominica    | 15.27 | x     | –     |       |       |       | 15.27  | SB    |